# The Genera of Flowering Plants
The Genera of Flowering Plants (abreviado Gen. Fl. Pl.) es un libro con ilustraciones y descripciones botánicas que fue escrito por el botánico, taxónomo y escritor inglés John Hutchinson. Fue publicado 2 volúmenes en los años 1964-1967.